# Pierre Jackson
Pierre Deshawn Jackson (ur. 29 sierpnia 1991 w Las Vegas) – amerykański koszykarz występujący na pozycji rozgrywającego, obecnie zawodnik South Bay Lakers.
6 stycznia 2017 został zwolniony przez Dallas Mavericks. 15 stycznia podpisał 10-dniowy kontrakt z Mavericks.
14 lipca 2017 został zawodnikiem izraelskiego Maccabi Fox Tel Awiw. 4 lipca 2018 dołączył do chińskiego Beijing Fly Dragons.
17 lipca 2019 podpisał umowę z chińskim Shenzhen Leopards. 18 stycznia 2020 zawarł kontrakt z South Bay Lakers. 9 sierpnia dołączył do greckiego Panathinaikosu OPAP Ateny. Nie rozegrał w tym zespole żadnego spotkania.
17 lutego 2021 został zawodnikiem tureckiego Galatasaray Odeabank Stambuł. 31 grudnia 2021 dołączył po raz kolejny w karierze do South Bay Lakers.

## Osiągnięcia
Stan na 16 stycznia 2022, na podstawie, o ile nie zaznaczono inaczej.
College
- Mistrz:
  - National Junior College Athletic Association (NJCAA – 2011)
  - turnieju National Invitation Tournament (NIT – 2013)
- Uczestnik:
  - rozgrywek Elite Eight turnieju NCAA (2012)
  - meczu gwiazd NCAA – Reese's College All-Star Game (2013)
- Zawodnik Roku:
  - NJCAA (2011)
  - Konferencji Scenic West Athletic NJCAA (2011)
- Most Outstanding Player (MOP=MVP) turnieju NIT (2013)[13]
- MVP turnieju:
  - NJCAA (2011)
  - Las Vegas Classic (2012)
- Najlepszy nowo przybyły zawodnik roku konferencji Big 12 (2012)
- Zaliczony do:
  - składu Honorable Mention All-American NCAA (2012 przez Associated Press)
  - I składu:
    - debiutantów Big 12 NCAA (2012)
    - NJCAA All-American (2011)
    - turnieju:
      - NIT (2013)
      - Charleston Classic (2013)
      - Las Vegas Classic (2012)

  - II składu Big 12 NCAA (2012, 2013)
- Lider konferencji Big 12 w[13]:
  - średniej punktów (19,7 – 2013)
  - liczbie oddanych rzutów wolnych (240 – 2013)
  - liczbie oddanych rzutów za 3 punkty (245 – 2013)

Drużynowe
- Mistrz Izraela (2018)
- Zdobywca pucharu Izraela (2017)

Indywidualne
- MVP:
  - meczu gwiazd ligi izraelskiej (2018)
  - 5 rundy Eurocup (2016/17)
  - tygodnia D-League (9.12.2013, 16.12.2013, 10.02.2014)
- Uczestnik:
  - meczu gwiazd:
    - meczu gwiazd D-League (2014, 2017)
    - ligi izraelskiej (2018)

  - konkursu rzutów za 3 punkty D-League (2017)[14]
- Zaliczony do I składu turnieju NBA D-League Showcase (2014)
- Lider strzelców ligi chińskiej (2019 – 39,8)[15]